# Złota 44
Złota 44 (česky Zlatá 44) je mrakodrap v polské Varšavě. Je vysoký 192 m a má 52 poschodí. Název je odvozen od jeho adresy ve Varšavě.
Výstavba budovy probíhala v letech 2007-2014 a její architektem byl polsko-americký architekt Daniel Libeskind. Po dokončení se stala nejvyšší obytnou budovou v Polsku, čímž předstihla výškovou budovu Łucka City (106 m). Stala se také druhou nejvyšší obytnou budovou v Evropě (předchozím držitelem rekordu byl Turning Torso), vyšší je už jen Triumf-Palas v Moskvě.